# Back number
back number(백 넘버)는 일본의 3인조 밴드이다. 소속 레코드 회사는 유니버설 뮤직이다.

## 개요
2004년, 군마에서 시미즈 이요리를 중심으로 결성. 여러 번의 멤버 변화를 거치고, 2007년, 현재의 멤버가 된다. 2011년, 메이저 데뷔.
밴드명은 〈차인 여자친구에게 있어서 자신은 back number(지난 호)이니까〉라고 하는 의미로 붙여졌다.

## 멤버
- 시미즈 이요리 (清水 依与吏) - 보컬, 기타 담당
- 코지마 카즈야 (小島 和也) - 베이스, 코러스 담당
- 쿠리하라 히사시 (栗原 寿) - 드럼 담당

## 음반

### 싱글
| 매 | 발매일           | 타이틀                                                      | 최고 순위 |
| -- | ---------------- | ----------------------------------------------------------- | --------- |
| 1  | 2011년 4월 6일   | はなびら 꽃잎                                               | 45위      |
| 2  | 2011년 6월 22일  | 花束 꽃다발                                                 | 18위      |
| 3  | 2011년 10월 5일  | 思い出せなくなるその日まで 다시 떠올릴 수 없게 될 그 날까지 | 24위      |
| 4  | 2012년 3월 7일   | 恋 사랑                                                     | 24위      |
| 5  | 2012년 5월 30일  | 日曜日 일요일                                               | 24위      |
| 6  | 2012년 7월 18일  | わたがし 솜사탕                                             | 14위      |
| 7  | 2012년 11월 7일  | 青い春 푸른 봄                                              | 14위      |
| 8  | 2013년 6월 26일  | 高嶺の花子さん 그림의 떡                                    | 11위      |
| 9  | 2014년 2월 5일   | fish                                                        | 4위       |
| 10 | 2014년 3월 19일  | 繋いだ手から 맞닿은 손에서                                  | 9위       |
| 11 | 2015년 1월 21일  | ヒロイン 히로인                                             | 6위       |
| 12 | 2015년 5월 27일  | SISTER                                                      | 9위       |
| 13 | 2015년 8월 12일  | 手紙 편지                                                   | 4위       |
| 14 | 2015년 11월 18일 | クリスマスソング 크리스마스 송                              | 2위       |
| 15 | 2016년 5월 25일  | 僕の名前を 나의 이름을                                      | 6위       |
| 16 | 2016년 11월 16일 | ハッピーエンド 해피 엔드                                    | 3위       |

#### 디지털 싱글
| 매 | 발매일         | 타이틀                      |
| -- | -------------- | --------------------------- |
| 1  | 2016년 8월 1일 | 黒い猫の歌 검은 고양이 노래 |

### 앨범
| 매        | 발매일           | 타이틀                     | 최고 순위 |
| --------- | ---------------- | -------------------------- | --------- |
| 미니 앨범 | 2009년 2월 18일  | 逃した魚 놓친 물고기       | 132위     |
| 1         | 2010년 6월 2일   | あとのまつり 시기를 놓침   | 55위      |
| 2         | 2011년 10월 26일 | スーパースター 수퍼 스타   | 4위       |
| 3         | 2012년 11월 21일 | blues                      | 7위       |
| 4         | 2014년 3월 26일  | ラブストーリー 러브 스토리 | 2위       |
| 5         | 2015년 12월 9일  | シャンデリア 샹들리에      | 1위       |

## 타이업 목록
| 곡명                           | 타이업                                                            |
| ------------------------------ | ----------------------------------------------------------------- |
| 花束 꽃다발                    | TBS 계열 《COUNT DOWN TV》 2011년 5월도 엔딩 테마                 |
| 恋 사랑                        | TV 아사히 계열 《Music루 TV》 2012년 3월도 엔딩 테마              |
| 日曜日 일요일                  | TBS 계열 드라마 《스프카레》 주제가                               |
| わたがし 솜사탕                | TBS 계열 《COUNT DOWN TV》 2012년 7월도 오프닝 테마               |
| 平日のブルース 평일의 블루스   | 메~테레 《도데스카!》 프로그램 테마 곡                            |
| 青い春 푸른 봄                 | 후지 TV 계열 드라마 《고교입시》 주제가                           |
| 笑顔 웃는 얼굴                 | 영화 《오늘, 사랑을 시작합니다》 테마 송                          |
| 繋いだ手から 맞닿은 손에서     | JTB 〈JTB 프리미엄〉 CM 송                                        |
| 電車の窓から 전차의 창문에서   | 오타시 합병 10주년 기념 영화 《군청색의, 지나가는 길》 극 중 노래 |
| ヒロイン 헤로인                | JR 동일본 〈JR SKISKI〉 CM 송                                     |
| SISTER                         | 오츠카 제약 〈포카리 스웨트 이온 워터〉 CM 송                     |
| 手紙 편지                      | NTT 도코모 〈iPhone·iPad 어머니의 유카타〉 CM 송                  |
| クリスマスソング 크리스마스 송 | 후지 TV 계열 드라마 《5→9~나를 사랑한 꽃미남 스님~》 주제가       |
| 僕の名前を 나의 이름을         | 영화 《늑대 소녀와 흑왕자》 주제가                                |
| 黒い猫の歌 검은 고양이 노래    | 영화 《루돌프와 잇파이 앗테나》 주제가                            |